# Papuaiella ponti
Papuaiella ponti är en tvåvingeart som beskrevs av John Richard Vockeroth 1972. Papuaiella ponti ingår i släktet Papuaiella och familjen husflugor. Inga underarter finns listade i Catalogue of Life.